# Sonic Riders: Zero Gravity
Sonic Riders: Zero Gravity är ett datorspel i Sonic-serien till Playstation 2 och Wii. Det är möjligt för en till fyra personer att spela.